# Norops pinchoti
Norops pinchoti är en ödleart som beskrevs av  Cochran 1931. Norops pinchoti ingår i släktet Norops och familjen Polychrotidae. IUCN kategoriserar arten globalt som sårbar. Inga underarter finns listade i Catalogue of Life.